# Ray Daytona and Googoobombos
I Ray Daytona and the Googoobombos sono un gruppo garage punk, surf italiano nato nel 1997.

## Storia

### Primi anni
Il gruppo nasce nel giugno 1997, nella provincia di Siena come progetto surf rock e garage punk, riletti e rivisitati con una attitudine più aggressiva e moderna. Nella fase iniziale la band si ispira a Link Wray, The Sonics, The Cramps e gli oscuri gruppi beat e garage rock che appaiono nelle antologie Back from the Grave, Nuggets e Pebbles, mentre l'immaginario estetico e culturale, nutrito dalle atmosfere dei B-Movie degli anni Cinquanta e Sessanta (da Roger Corman a Jess Franco) li porta a scegliere degli pseudonimi che celano i loro veri nomi: Ray Daytona alla chitarra, Madison Wheeler alla batteria e voce, Doctor D alla chitarra ritmica e voce, e Red Razor al basso. Prima di formare il gruppo Madison Wheeler aveva suonato la batteria nel gruppo beat-garage Pikes in Panic ed era stato leader del gruppo beat I Barbieri. Ray Daytona aveva suonato la chitarra in alcuni gruppi punk della Valdelsa, incidendo un cd con i Ratoblanco, e aveva militato con Madison Wheeler nel gruppo hardcore Zero e nel gruppo surf-punk Piranha. Da esperienze punk-new wave provenivano invece Doctor D e Red Razor.
Nei primi concerti Ray Daytona and Googobombos sono spesso accompagnati da go-go dancer. Un altro elemento che li contraddistingue è l'utilizzo del theremin. Grazie ad una intensa attività live e alla pubblicazione di quattro singoli in vinile con etichette indipendenti italiane ed europee nel giro di poco più di un anno il gruppo conquista l'attenzione del pubblico del circuito undergorund, ottenendo interesse anche da parte della stampa nazionale, con interviste e articoli su Rumore ed il manifesto. Nel 1999 partecipano per la prima volta al Festival Beat e poco dopo sono ingaggiati dalla Mad Driver records di Torino per registrare il loro primo lp.
Andato in stampa nel dicembre 1999 e uscito a inizio 2000, A Wild Shot of… (Mad Driver Records) ha un titolo che omaggia Henry Mancini e le sue colonne sonore, ed è ispirato alla musica Sixties, spaziando dal surf al garage più oscuro, come rivela anche la dedica a Screamin' Lord Sutch, conosciuto dai Ray Daytona and Googoobombos pochi mesi prima della sua scomparsa. Nel corso delle registrazioni entra in formazione Rosie, che prende il posto di Red Razor al basso.
Dopo una lunga serie di concerti esce Space Age Traffic Jam (Mad Driver Records, 2001), una nuova prova in ambito garage punk sostenuta da un sound che nel frattempo si è fatto più diretto, grazie anche al lavoro come tecnico del suono di David Lenci. La copertina è opera dell'artista americano Winston Smith (conosciuto per aver realizzato artworks per Dead Kennedys, Green Day e No Means No), con cui il gruppo inizia una duratura collaborazione. Nel frattempo il gruppo non smette di suonare dal vivo, aprendo le date italiane dei Radio Birdman e dei Nashville Pussy e partecipando all'Attitude Festival di Montpellier.

### Il periodo diFasten Seat Belt(2004) e gli anni con l'Ammonia records
Nel 2003 avviene il sodalizio con la Ammonia records, che come prima uscita pubblica Great Expectations, una antologia che raccoglie i pezzi usciti solo su 7” e in compilation, più alcuni brani inediti dalle registrazioni dei primi due album. Sempre su Ammonia esce nel 2004 Fasten Seat Belt, il terzo disco in studio, frutto di dieci giorni di lavoro di registrazione e missaggio, di nuovo in collaborazione con David Lenci. Rispetto al passato, con questo album Ray Daytona and Googoobombos si aprono ad un orizzonte musicale più ampio, con pezzi che si fanno da un lato più veloci, dall'altro con strutture aperte in senso psichedelico, con l'aggiunta di effetti di elettronica analogica. Nel corso delle registrazioni ha inizio la collaborazione stabile con Paolo “Apollo” Negri, che con l'hammond si aggiunge al gruppo anche per alcune date dal vivo. Pubblicato sia in cd che in vinile (in questo caso in versione doppia e con 5 pezzi in più), il disco si avvale inoltre di nuovo dell'artwork di Winston Smith. Seguono recensioni (in alcune delle quali si parla di “post surf”), il video di Slim Horny and Tanned girato dai Manetti Bros. e tour in Italia, Francia, Spagna, Belgio e Svizzera.
Contemporaneamente avvengono alcuni cambi di formazione, con Madison Wheeler e Doctor D che non partecipano all'attività live, nel corso della quale il gruppo si esibisce in manifestazioni come l'Independent Days Festival a Bologna, nella giornata che vede la partecipazione dei Sonic Youth. I concerti di questo periodo sono arricchiti dalla “Ray Daytona Rock and Royal Rumble”, una performance che ha per protagonisti numerosi supereroi che sfidano se stessi e il pubblico lottando in stile wrestling, ispirandosi ai fumetti e ad un immaginario trash. La Rumble prevede, per ogni data, il reclutamento del pubblico locale, chiamato a partecipare alla lotta coi propri travestimenti.
Il tour promozionale di Fasten Seat Belt dura due anni, nel corso dei quali la band divide il palco con Phantom Surfers, Misfits, Robert Gordon. Nell'inverno del 2004 il gruppo suona per alcune date con Winston Smith, mentre l'artista mostra i suoi collage.

### Il ritorno alla line-up originale eOne Eyed Jack(2007)
Dopo i concerti del 2006 il gruppo decide di prendersi una pausa di un anno dall'attività live. Ray Daytona e Rosie, che nel frattempo oltre che suonare il basso è diventata la vocalist principale del gruppo, si ritrovano con Doctor D e Madison Wheeler per lavorare al nuovo materiale. Nella primavera del 2007 i quattro si ritirano in un capanno nella campagna senese per registrare, da soli e senza l'ausilio di tecnici esterni, One Eyed Jack. Il nuovo disco è un home-made recording che cattura un sound grezzo che concentra il background musicale di circa dieci anni di attività del gruppo, con atmosfere morriconiane, reminiscenze proto-punk e surf. La copertina è opera del pittore portoghese Mr. Esgar.
L'uscita del disco nel novembre porta ad una ripresa dell'attività live, con la partecipazione di nuovi elementi e concerti in Italia, Germania, Francia, Spagna e Svizzera, aprendo alcune date di The Monsters, The Trashmen e The Hives. Nel 2008 dalle sessioni di One Eyed Jack esce il singolo Lover and Liar, con il retro, dal titolo Man with Balloons, scritto insieme a Paolo “Apollo” Negri, che è un omaggio a Marcello Mastroianni.

### Caballero(2011)
Nel 2010 Ray Daytona and Googoobombos lavorano al nuovo album, al quale partecipano Paolo “Apollo” Negri, Madison Wheeler e Doctor D., tornato a far parte della line up anche per i concerti. Caballero (2011), uscito per l'etichetta tedesca Soundflat Records, è un altro passo avanti nel percorso musicale della band, con quattordici pezzi in cui l'approccio agli ultimi cinquant'anni di rock'n'roll avviene secondo un'ottica di decostruzione. La copertina è opera di Pablo Echaurren.

### "Deep Breath" (2014)
A seguito di un'altra lunga serie di concerti in Italia e all'estero, la band pubblica il mini album Deep Breath (Ammonia / Surfin'Ki Records), contenente sette pezzi. In questo caso il confronto dialettico con le origini musicali della band avviene nell'ottica della semplicità e del minimalismo del punk: pochi accordi essenziali, sonorità spigolose e velocità di esecuzione, come in Alternative Brain, che apre il disco, e nella strumentale surf punk I'm a Loser I'm an Asshole. Tre le cover, che omaggiano e rileggono Cuby and the Blizzards (Your Body Not Your Soul), Velvet Underground (White Light / White Heat) e Wire (Field Day For The Sundays).
Dopo i concerti promozionali di Deep Breath e un'ultima partecipazione al Festival Beat, il gruppo si prende una lunga pausa. Nel 2015 Ray Daytona e Rosie partecipano al progetto "roots punk" Lucyfer Sam, insieme a membri dei Killer Klown e The Cannibals. Nel 2016 esce il loro primo album, pubblicato da Area Pirata.
Nel 2022 Ray Daytona and Googoobombos si sono riformati per una serie di concerti estivi.

## Formazione

### Formazione attuale
- Ray Daytona - chitarra (1997-presente)
- Rosie - basso e voce (1999-presente)
- Rick Cavallo - chitarra e voce (2014 - presente)
- Madison Wheeler - batteria e voce (1997-2003 / 2007-2011/2014- presente)

### Ex componenti
- Doctor D – chitarra e voce (1997-2004 / 2007-2012)
- Red Razor – basso, voce e Theremin (1997-1999 / 2002-2009)

### Collaboratori
- Winston Smith – Artworks
- Paolo Negri – Hammond, Moog
- FalconX - Theremin 2001

### Collaborazioni live
- Jessie Dick “Hormone” – batteria (2003-2006)
- Mitch “The Slim” – chitarra e voce (2005-2006)
- Mirko Gallara – chitarra (2004-2005)
- Saverio Wongher – batteria (2004)
- Sir Simon – chitarra e voce (2007-2009)
- A.D.U.A. – batteria (2007-2010)
- Fred Calamari – batteria (2011-2013)

## Discografia

### Album studio
- 2000 - A wild shot of...
- 2002 - Space age traffic jam
- 2004 - Fasten Seat Belt
- 2007 - One Eyed Jack
- 2011 - Caballero
- 2014 - Deep Breath

### Raccolte
- Great Expectations cd 2003

### Singoli
- Ray's Own Business 7"  1998
- Motor City Dragway 7"  1998
- Deep from Space 7"  1999
- Real Black King 7"  1999
- Hole in the Ground 7"/mini cd 2001
- Lover and Liar 7"  2009

### Partecipazioni a Compilation
- Elsa Riverside in AA.VV. Banzai vol. 4 cd allegato alla fanzine Kamikaze records 1998
- Pipeline in AA.VV. Themes for Bathing Beauties lp Teen Sound records 1999
- Blues' Theme in AA.VV. Larsen vol. 15 7” allegato alla fanzine Larsen records 1999
- Nothing to Lose in AA.VV. Rocksound vol. 51-52 cd sampler allegato alla rivista 2002
- Ghotham City in AA.VV. Kongpilation vol. 4 cd Banana Juice records 2002
- Death of Johnny Riviera in AA.VV. Space Patrol In Mission cd SPAF records 2002
- Weird on the Moon in AA.VV. Locos Instrumentales around the World cd Isotonic records 2002
- Slim Horny and Tanned in AA.VV. Punk speciale di Rocksound cd sampler allegato alla rivista 2004
- Slim Horny and Tanned in AA.VV. Banzai vol. 15 cd allegato alla fanzine Kamikaze records 2005
- Sick and Tired e Damage Case in AA.VV. Wild Sound from a Past Dimension cd Go Down Records 2007